# 바지랑 푸니아
바지랑 푸니아(힌디어: बजरंग पूनिया, 1994년 2월 26일~)는 인도의 레슬링 선수이다. 2020년 하계 올림픽 남자 자유형 라이트급 종목에서 동메달을 획득했으며 세계 레슬링 선수권 대회에서 은메달 1개, 동메달 3개를 획득했다.

## 수상
- 라지브 간디 켈 라트나(2019년)
- 아르주나상(2015년)